# Anartia jatrophae
Anartia jatrophae is een vlinder uit de familie Nymphalidae (vossen, parelmoervlinders en weerschijnvlinders). De spanwijdte varieert tussen de 51 en 70 millimeter.
De vlinder komt voor in Midden- en Zuid-Amerika en het zuidelijke randje van de Verenigde Staten. De waardplanten zijn van de geslachten Bacopa , Ruellia en Lippia.

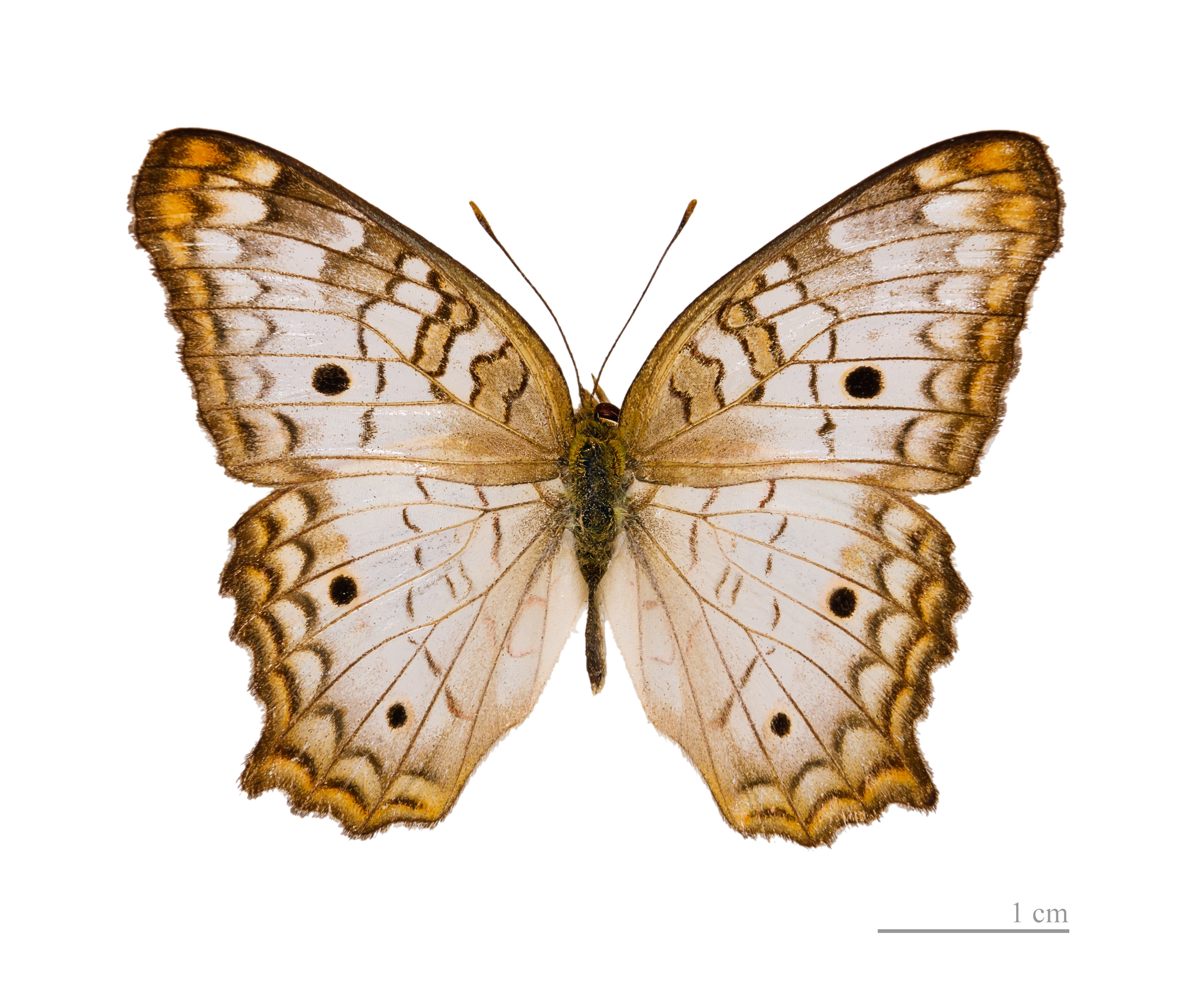
bovenzijde
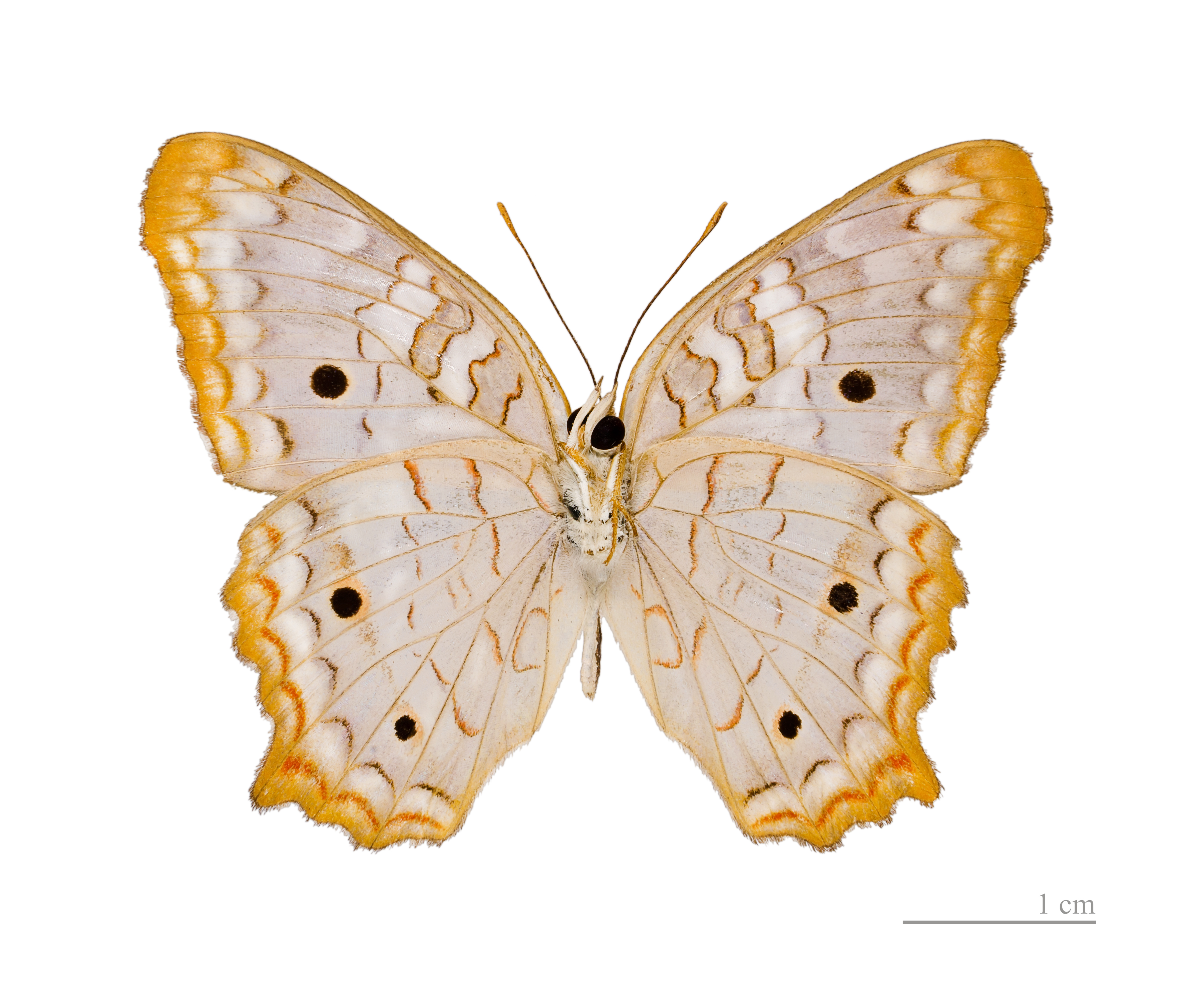
onderzijde